# Парк «Пам'ять»
Парк «Па́м'ять» — парк-пам'ятка садово-паркового мистецтва місцевого значення. Об'єкт розташований на території Черкас Черкаської області, мікрорайон «Дахнівський», на розі вулиць Канівська — Карбишева.
Площа — 0,7 га, статус отриманий у 2010 році.

## Галерея

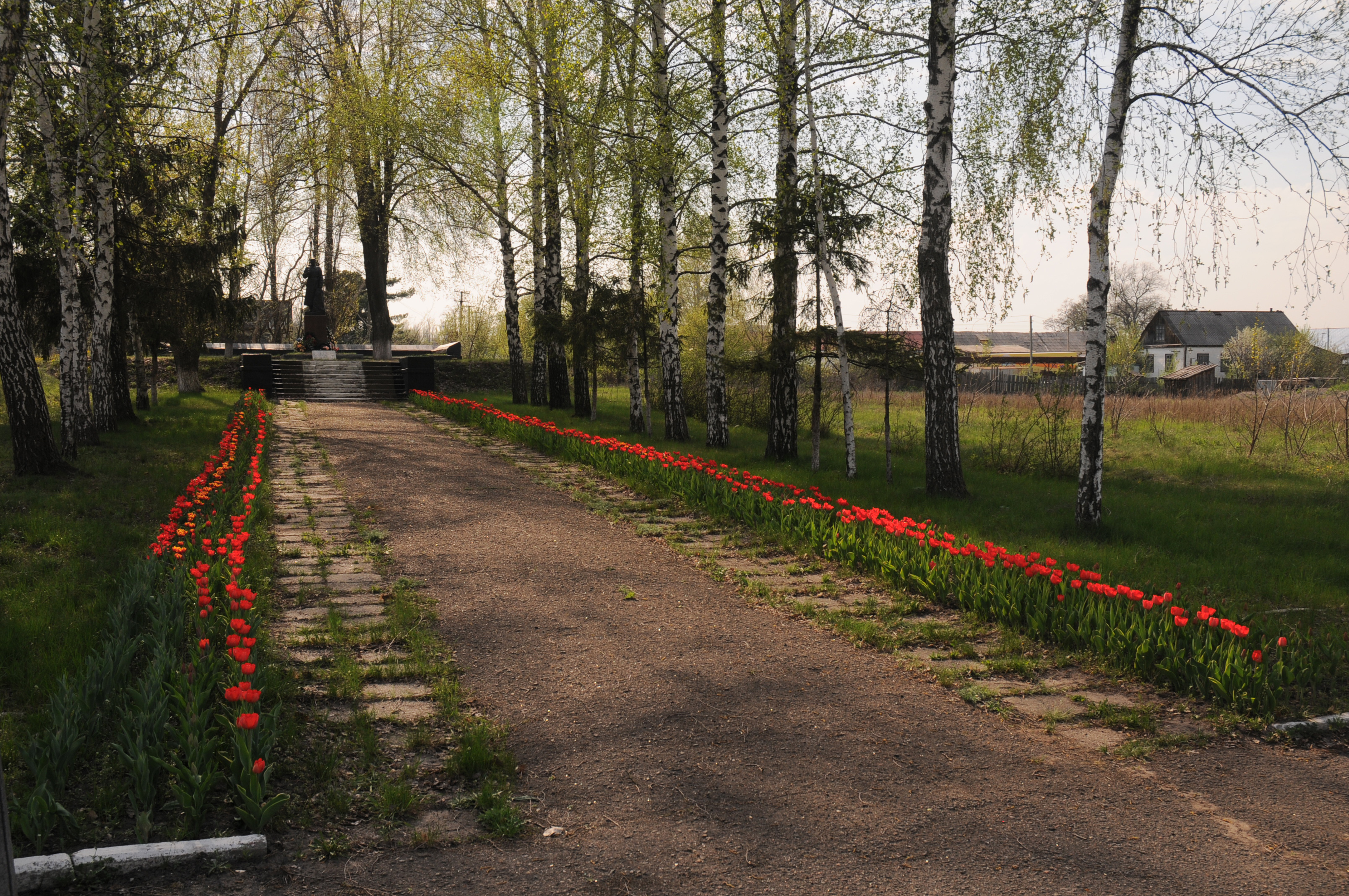
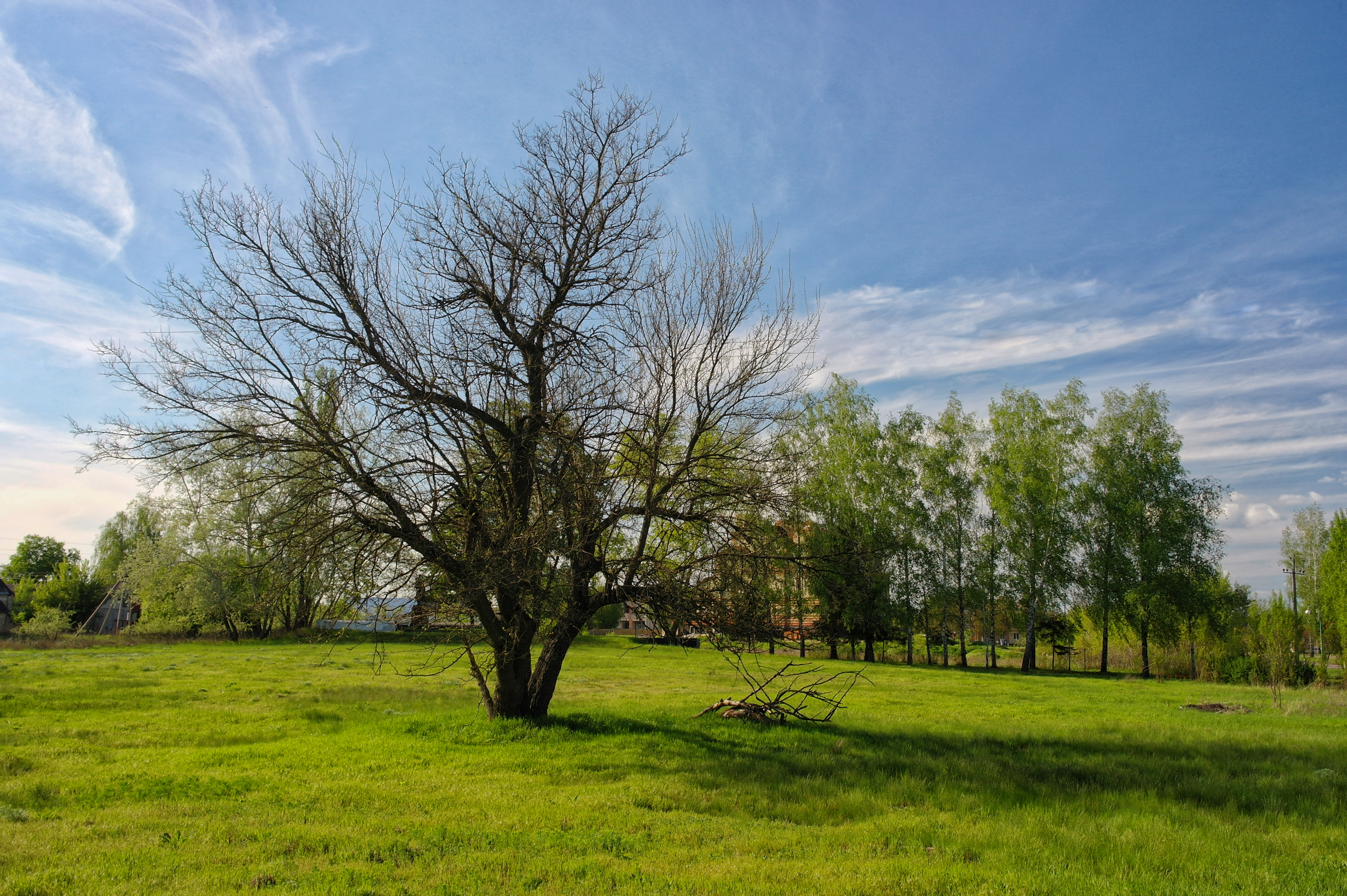